# 五島列島

五島列島地圖

五島列島（日语：／ Gotō rettō */?）為日本長崎縣西部的群島。以南部的福江島、久賀島、奈留島、若松島、中通島五個島嶼為中心，共計有140個島嶼，面积696.7平方公里。行政區域分為五島市、新上五島町、小值賀町，北端的宇久島屬佐世保市管轄。距長崎港有100公里的距離。由長崎縣管轄，是九州地方的最西端。中田永一所著小說《再會吧！青春小鳥》（くちびるに歌を）也以此地為背景，亦是作者故鄉。

## 五島地理座標
- 福江島（32°41′00″N 128°44′00″E / 32.68333°N 128.73333°E）
- 久賀島（32°48′00″N 128°52′00″E / 32.80000°N 128.86667°E）
- 奈留島（32°50′00″N 128°55′00″E / 32.83333°N 128.91667°E）
- 若松島（32°53′00″N 129°00′00″E / 32.88333°N 129.00000°E）
- 中通島（32°57′20″N 129°4′37″E / 32.95556°N 129.07694°E）

## 相关事件
- 2011年12月19日，一艘中华人民共和国籍渔船闯入群岛附近日本领海，被日方扣留调查。[1]
- 2015年8月7日，日本海上保安廳測量船「海洋」號，上月14日利用聲納進行海底探查時，在長崎縣五島列島福江島東南東方約35公里外海，水深約200公尺的海底，發現24艘疑似大日本帝國海軍的潛艦，其中最大的船影長約120公尺、寬約15公尺，專家研判應是潛艦「伊402」；其餘23艘的長度約50至100公尺。

## 關連項目
- 堂崎教會
- 大瀬崎燈塔（日本夕陽百選之一）
- 福江機場
- 女島燈塔
- 五島市
- 新上五島町
- 日本秘境百選
- 平家落人

## 外部連結
- （日語）五島列島リンク集
- （日語）日本の夕陽百選（页面存档备份，存于）
- （日語）大瀬崎燈塔

32°41′43.8″N 128°50′26.9″E / 32.695500°N 128.840806°E